# 다지마코코마에역
다지마코코마에역(일본어: 田島高校前駅)은 일본 후쿠시마현 미나미아이즈군 미나미아이즈정에 있는 아이즈 철도 아이즈 선의 역이다.

## 역사
- 1951년 12월 1일: 일본국유철도의 다나베라역으로 영업 개시.
- 1987년
  - 4월 1일: 일본 철도 민영화에 의하여 동일본여객철도(JR 동일본)에 계승됨.
  - 7월 16일: 아이즈 철도로의 전환과 동시에 다지마코코마에역으로 역명 변경.

## 역 구조
단선 승강장 1면 1선의 지상역이다. 간소한 대합실만 있는 무인역이다.
역명판에는 "청춘 추억의 숲"이라고 써있다.

## 역 주변
- 후쿠시마 현립 다지마 고등학교
- 국도 제121호선
- 후쿠시마 현도 347호 다카시마타지마 선
- 오 강

## 인접역
| 아이즈 철도 ■ 아이즈 선        | 아이즈 철도 ■ 아이즈 선                          | 아이즈 철도 ■ 아이즈 선              |
| ------------------------------ | ------------------------------------------------ | ------------------------------------ |
| 아이즈나가노 니시와카마쓰 방면 | □ 쾌속 "AIZU 마운트 익스프레스"(1호 이외) ■ 보통 | 아이즈타지마 아이즈코겐오제구치 방면 |